# وارسپون
وارسپون (به انگلیسی: Warspoon) یک منطقهٔ مسکونی در پاکستان است که در خیبر پختونخوا واقع شده‌است.